# 連郁婷
連郁婷（1987年—），為台灣律師，現為無黨籍，曾擔任第19屆新竹縣議會議員。2023年11月23日，宣布退出時代力量。

## 參選經歷

### 宣布參選
時代力量新竹縣議員參選人連郁婷於2018年7月22日成立競選辦公室。
之後更由律師夥伴、時代力量黨主席黃國昌、立委邱顯智一起陪同律師連郁婷到新竹縣選委會登記。

### 參選過程
時代力量於2018年9月8日中午在新竹市舉辦「監督市政，拒絕護航」募款餐會。
時代力量新竹縣議員參選人連郁婷在臉書發文，貼出一張「新竹縣議會議員出國考察報告」，意外發現議員吳淑君出國的地點寫著「中國」，但內文卻寫的是「石垣島」的細節，而此篇貼文也成了連郁婷最多人按讚與分享的文章。
新竹縣議員參選人連郁婷律師於2018年10月12日前往新竹縣長參選人楊文科競選總部，針對11日國民黨五位議員貪污定讞一案發表抨擊。

## 選舉紀錄
| 年度 | 選舉屆數               | 選舉區           | 所屬政黨 | 得票數 | 得票率 | 當選標記 | 備註 |
| ---- | ---------------------- | ---------------- | -------- | ------ | ------ | -------- | ---- |
| 2018 | 第十九屆新竹縣議員選舉 | 新竹縣第一選舉區 | 時代力量 | 4,766  | 5.87%  |          |      |
| 2022 | 第二十屆新竹縣議員選舉 | 新竹縣第一選舉區 | 時代力量 | 3,203  | 4.01%  |          |      |

## 議會工作

### 議員配合款
連郁婷指出，新竹縣在選前爆發六名議員透過議員建議款向縣府指定採購廠商、收取回扣的弊案，目前六人都已入獄。她說，有些人會替議員建議款辯護，說縣市政府每年的預算編列難免會有疏漏，因此需要該款項來處理民眾進及需求，但仔細檢視新竹縣議員建議款支用，會發現其中六成在補助各式社團、協會，當中又有七成是補助各旅遊、吃喝玩樂。

### 反鳳岡興建納骨塔
竹北市公所預計在竹北市鳳崎步道入口興建納骨堂，但卻以二十年前的環評作為依據，且未妥善規劃車輛進出入口與停放問題，對此連郁婷反問納骨堂何不直接蓋在第六公墓，這根本是本末倒置。

## 外部連結
- 連郁婷律師 竹北戰將監督縣政在Facebook的專頁
- 時代力量新竹縣黨部的Facebook專頁